# Južni vetar (izdavačka kuća)
Južni vetar (ćirilica: Јужни ветар) nekadašnji ansambl, a od 1993. izdavačka kuća iz Beograda. Miodrag Ilić, zvani "Mile Bas" zajedno s gitaristom Savom Bojićem osnovao je studijski ansambl Košutnjak, koji je bio preteča ansambla Južni vetar i 1980. godine je tako nazvan. Južni vetar bilježi svoj prvi veći uspjeh izdavanjem albuma Sinana Sakića 1982. godine. Naziv "Južni vetar" potječe od Ilićeve želje da naglasi svoje porijeklo iz Leskovca.

## Sastav
Među najpopularnijim pjevačima su oni iz "prve petorke Južnog vetra" koji su nastupali na turnejama i ostvarivali najtiražnije albume:
- Sinan Sakić
- Kemal Malovčić
- Šemsa Suljaković
- Dragana Mirković
- Mile Kitić

Tijekom godina mijenjao se sastav benda, a najupečatljiviji članovi su bili:
- Miodrag M. Ilić (bas-gitara)
- Sava Bojić (gitara)
- Perica Zdravković (harmonika i klavijature)
- Branislav Vasić (harmonika i klavijature)
- Josip Boček (gitara)
- Dragan Adamović Kajga (gitara na 2 albuma '91)

## Diskografija
Južni vetar je izdao mnoge albume, koji su bili hitovi kako u vrijeme izdavanja tako i danas. Neki od njih su: "Pristajem na sve" Šemse Suljaković (službeno preko milijun prodanih primjeraka ploče), "Reci sve želje" Sinana Sakića (300.000 primjeraka prodanih u mjesec dana) i mnogi hitovi kao "Otkad sam se rodio", "Sudbina me na put šalje", "Evo me drugovi", "Hajmo dalje moja tugo", "Što me pitaš kako živim", "Ko gubi" "Simpatija" "Spasi me samoće"  i more drugih, poput Indire Radić i Tome Zdravkovića. Mile Bas je izjavio: 